# Herramienta agrícola

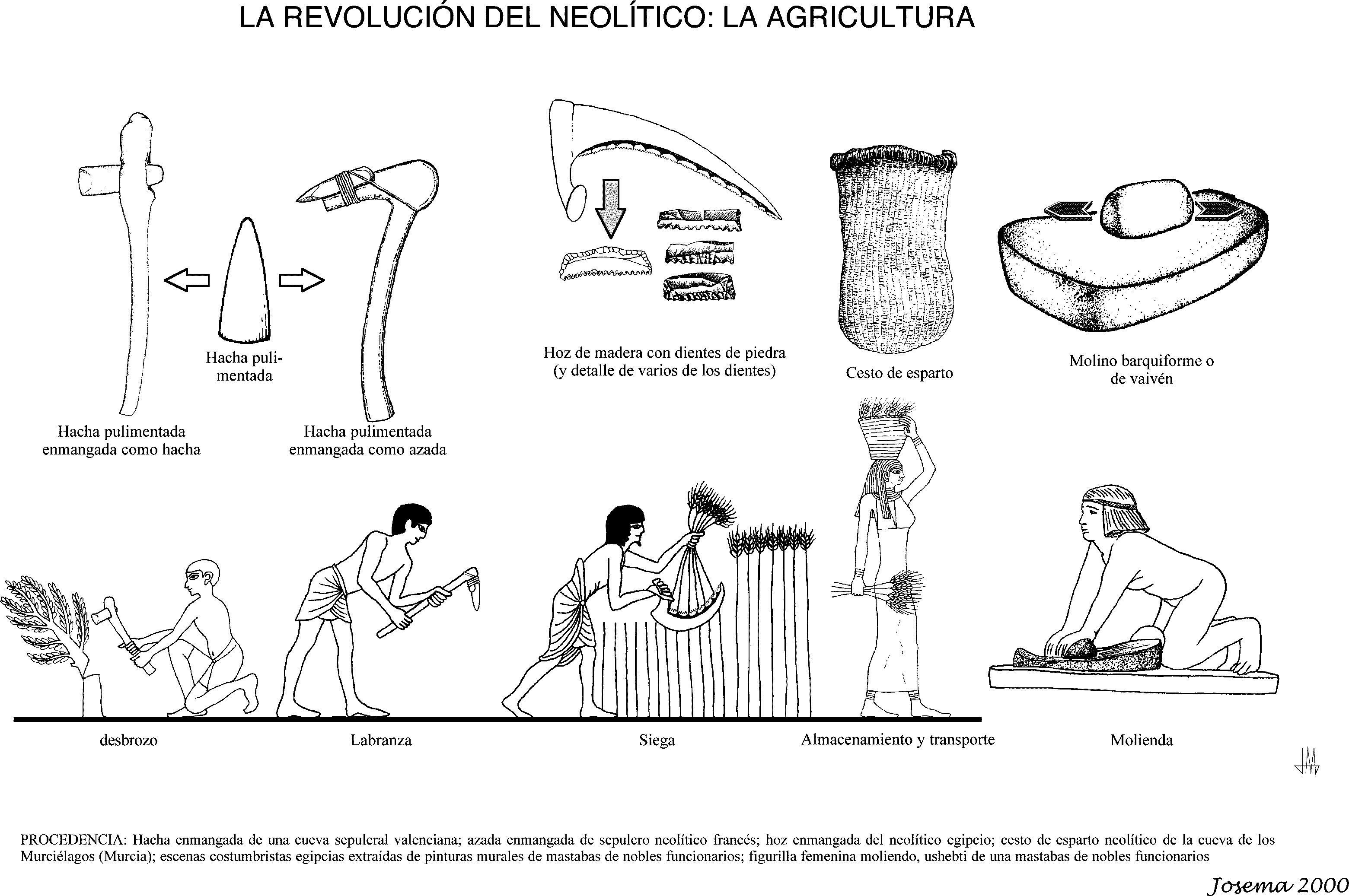
Utensilios agrícolas típicos del Neolítico y sus posibles empleos a través de antiguas representaciones egipcias

Una herramienta agrícola, también denominada apero de labranza, apero agrícola, o simplemente apero, es un utensilio o instrumento usado en la agricultura con una o ambas manos. Es necesaria para llevar a cabo tareas como desbrozar, labrar, cavar, preparar y acondicionar la tierra, mover, cargar y transportar materiales, sembrar y plantar, regar, abonar, limpiar y mantener, podar, segar, cosechar y recolectar, trillar, cribar, seleccionar, desecar y moler, entre otras. No debe confundirse con la maquinaria agrícola, normalmente de gran complejidad técnica.

## Historia de las herramientas agrícolas
Las primeras herramientas agrícolas, que específicamente pueden calificarse como tales, acompañan el desarrollo de la agricultura desde el período neolítico, hace unos 8000 años. Ya entonces hay datación de herramientas usadas para las labores de siembra, recolección, secado y almacenaje de cereales y otros cultivos. Algunos restos han podido encontrarse en los yacimientos arqueológicos del neolítico, excavados en Europa, el Cercano Oriente o Iberoamérica. Estas fuentes han servido para determinar que los primitivos labradores europeos utilizaban azadones de piedra con mangos de madera, en tanto que los agricultores precolombinos se servían de un palo largo acabado en punta para enterrar los granos de maíz.
Las herramientas eran simples instrumentos hechos de madera, piedra, asta o hueso. Aparecen hachas, azadas y otras herramientas para el trabajo de la tierra, el corte de la mies y la limpieza de zonas arbustivas para la siembra. Los primeros arados aparecieron hace unos 3.500 años y son una evolución de la azada a la que se añade un tiro, humano y posteriormente animal, para facilitar el volteo profundo de la tierra.
La permanencia hasta la actualidad de muchas de aquellas herramientas en sus estructuras fundamentales es un hecho sorprendente. La mayoría de las herramientas; con la evidente incorporación de piezas metálicas, que se iniciaría débilmente en la Edad del Cobre, ya que este metal no mejora la resistencia del sílex, siguió con la Edad del Bronce y se extiende y generaliza en la Edad del Hierro —el hierro aporta la necesaria dureza a los instrumentos agrícolas lo que les hace muy eficaces—; perviven en su integridad y extensión de uso hasta la Revolución Industrial y la aparición de maquinaria agrícola. Aún hoy, siguen siendo necesarias en tareas secundarias en el medio agrícola industrializado y fundamentales en muchas otras regiones, sobre todo de países pobres y poco industrializados. 
La preparación del terreno previo a la siembra es vital para luego obtener buenas cosechas. El suelo compactado debe romperse y removerse para oxigenarlo. También se debe destruir la maleza y los rastros de cultivos anteriores para acelerar desarrollo y prevenir de enfermedades. Los principales implementos utilizados en esta etapa son: subsoleadores, arados, cultivadores, gradas, palas, recolectores de piedra y niveladores. La diferencia entre estos está en la profundidad con que remueven el suelo, siendo el subsoleador el que penetra más profundo.
Las gradas o escarificadores pueden ser de puntas, de arrastre o de discos. Las gradas de arrastre han caído en desuso, a favor de las gradas de disco.
Para la siembra y fertilización durante la siembra, las principales herramientas utilizadas son: esparcedores de semilla, sembradores, emplasticadores de camas, y trasplantadores.
Para la fertilización y control de plagas, después de la germinación de las plantas se utilizan: cultivadores, esparcedores de fertilizante, fumigadores, esparcedores de estiércol y terragator.
Para la irrigación: pivote.y también para nada

## Relación de herramientas agrícolas

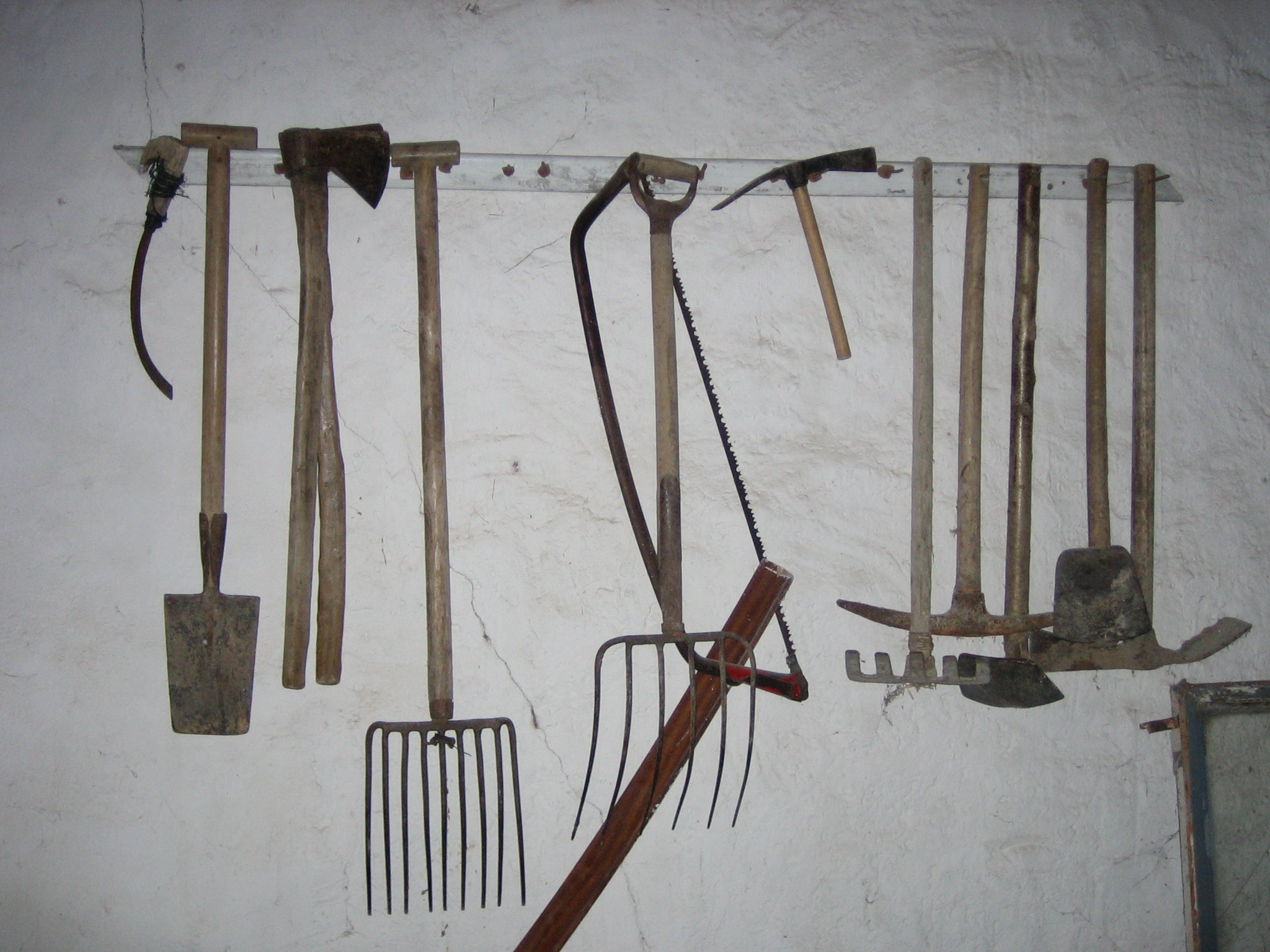
Aperos agrícolas: hoz, pala, hachas, horcas, sierra, zuela o hachazada, rastrillo, pico, azadas. Cuenca, España.

- Tijeras: cortadoras de dos piezas articuladas con perno o eje con extremos cortos afilados para el corte y largos para uso de una mano; son utilizados en la recolección de cítricos —teniendo una forma muy específica— y en tareas de poda y mantenimiento de herbáceas, arbustos y árboles. Su diseño aprovecha la fuerza de la palanca para el corte.
- Azada, azadón, azadilla, zoleta (dependiendo de su tamaño y uso local): lámina cortante de metal con un orificio reforzado que se ajusta transversalmente a un mango; usada para cavar y mover la tierra. Usada también para movimiento de masas en albañilería.
- Barretones o barretas y chuzos: son cilindros de acero con extremo plano o puntiagudo que sirve para hacer hoyos o arrancar plantas con raíces pequeñas.
- Carretillas: son cargos pequeños que tienen una rueda (⨀) y sirven para cargar y descargar material agrícola, sea arena, tierra, abonos.
- Escardillas: son herramientas con extremo en forma de pala; es de metal con borde inferior de filo cortante; sirve para remover la tierra.
- Guadaña: compuesta por una gran cuchilla curva engarzada en un mango de madera; usada con las dos manos para la siega.

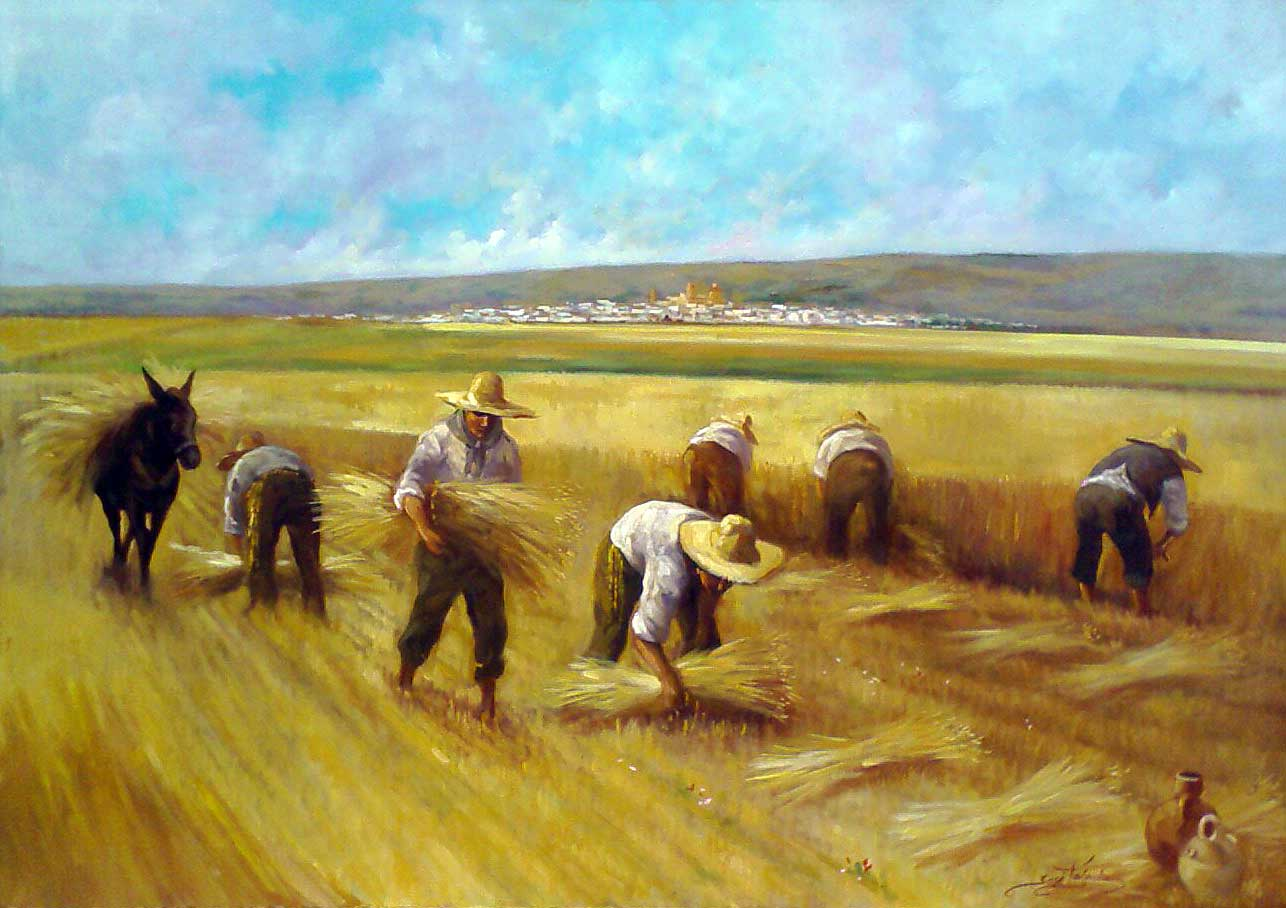
Segadores casuales de cereales.

- Hacha(s): hoja metálica afilada en un extremo con orificio paralelo a la lámina donde se ajusta el mango; usada para múltiples tareas de corte de madera , tala de árboles y arbustos.
- Horcas, horquetas o layas: de forma de tenedor tiene un mango largo acabado en estructura metálica o de madera en forma de púas o dientes -al menos- y hasta 8; usada para acarreo, alzamiento, movimiento y almacenamiento de forraje y mies cortada.
- Hoces: fabricadas en hierro con aleación de cobre para disminuir su oxidación; usadas con una sola mano para la siega de la mies y la hierba, habitualmente junto la zoqueta.
- Machetes: son herramientas diseñadas para cortar; tienen una hoja de acero larga y afilada, unida a un mango de madera.
- Palas: son láminas de metal, preferiblemente acero, que se usan para labrar la tierra; pueden ser de punta o de forma ancha; tienen borde inferior con filo cortante y mango largo de madera terminado en un asa de metal.
- Picos: son instrumentos compuestos de una parte de acero cuyos extremos terminan en forma de pala rectangular, por un lado, y por la tierra en forma vertical; tiene una pala rectangular con borde inferior de filo y mango de madera o metal.
- Rastrillos: diseñados para cubrir o rastrillar semillas; tienen una parte horizontal de metal y formada por dientes delgados o gruesos según el uso.
- Regaderas: son envases de metal con depósito para agua, con un tubo que termina en una pieza redonda con muchos agujeros pequeños; sirve para regar plantas.
- Podaderas: cortador articulado de dos piezas unidos por un eje; usada, con una o dos manos dependiendo de su tamaño, para la recolección, poda y limpieza. Su diseño aprovecha la fuerza de la palanca para el corte.
- Trasplantador: son pequeñas palas de metal en forma de cuchara pequeña, de bordes afilados y mango de madera. Sirven para sacar semillas.
- Zoqueta: pieza de madera utilizada para proteger la mano en las tareas de siega con hoz.
- Zuela, zoleta o azuela: Azada de pequeño tamaño con mango corto o muy corto, excepcionalmente largo, e incorporación en el extremo opuesto al filo de saliente en forma de martillo o hachilla —hachazada— utilizada para diversas tareas, entre otras desbaste de madera y corte o golpeo, arrastre de materiales y realización de hendiduras y aperturas.

### Temas relacionados
- Agricultura
- Arado romano
- Labranza mínima
- Maquinaria agrícola
- Siembra directa
- Trillo (agricultura)
- Anexo:Cronología de la domesticación
- Anexo:Cronología de las tecnologías de la agricultura y alimentación

### Museos etnográficos y agrícolas
- Autilla del Pino
- Red de museos etnográficos de Asturias
- Museo de los Pueblos Leoneses
- Museo Comarcal de L'Horta Sud
- Museo Nacional de Agricultura de Finlandia